# Klimongeval
Een klimongeval is een ongeluk dat zich voordoet bij het beoefenen van de klimsport. Daarbij wordt meestal gedacht aan ongelukken bij het alpinisme of op klimmuren. De media komen regelmatig met berichten waarin melding wordt gemaakt van ongevallen met zwaar letsel. Alle vormen van sport die met klimmen te maken hebben, waaronder rotsklimmen, indoor klimmen en de bergklimmen, brengen gevaar met zich mee. Een risicoanalyse kan bijdragen tot het veilig houden van die sport. Ongevallen met alpineskiën tellen hier niet mee.
Het uit een boom vallen wordt over het algemeen geen klimongeval genoemd.

## Algemene klimrisico's
De ongelukken bij het klimmen worden voornamelijk veroorzaakt door drie factoren: vallen, geraakt worden door bijvoorbeeld een steen en de natuurelementen. Bij de laatste moet vooral aan de situatie worden gedacht, dat het weer omslaat. Gevaarlijk is het om onder een lawine te komen. Letsel opgelopen bij een val of door een steen kan gaan van een simpele buil tot een levensbedreigende situatie. Mensen, die onverwacht bloot komen te staan aan de elementen, kunnen last krijgen van bevriezing.
Een grondige kennis van de klimbeveiliging inzake de klimhandelingen en het klimmateriaal maakt de sport veel veiliger.
Het is voornamelijk bij het alpinisme dat de meeste dodelijke ongevallen voorkomen. Er is een enorm verschil tussen de impact van een ongeval in een klimzaal en de impact van een ongeval in de bergen.
Om het risico van een ongeval te dekken, is het lidmaatschap van erkende klimverenigingen met een klim- en bergsportverzekering een noodzaak. Gewone verzekeringen dekken ongevallen in de klimsport niet.

## Ongevallen bij het alpinisme
In vergelijking met andere sporten is het alpinisme gevaarlijk. Iedere zomer weer gebeuren er in de Alpen ernstige ongelukken. Het spreekt voor zich, dat een goede voorbereiding het alpinisme een veiliger sport maakt. Men moet zijn doelen niet te hoog stellen. Mannen zijn meer bij ongevallen betrokken dan vrouwen, mogelijk ligt dat eraan dat meer mannen de bergen in gaan en dat zij meer risico's nemen. Een recente studie uit Oostenrijk bracht aan het licht dat er meer dan 350 mensen in de Oostenrijkse bergen jaarlijks om het leven komen. In dit land komen meer mensen om het leven in de bergen dan in het verkeer. In Zwitserland komen jaarlijks ongeveer 100 mensen om het leven in de bergen.
Een goede voorbereiding bestaat om te beginnen uit een goede fysieke voorbereiding, een goed uithoudingsvermogen maakt van de sport het plezier en de veiligheid groter. Acclimatiseren is in de Alpen nodig, om het lichaam aan de hoogte te laten wennen. Het materiaal dat mensen meenemen is meestal goed, slecht of onvoldoende materiaal is zelden de oorzaak van alpine ongevallen. De gegeven weerberichten in de landen in de Alpen zijn goed, toch gebeurt het dat mensen de weersvoorspelling niet kennen of er onvoldoende acht op slaan. 
Als men de statistiek onderzoekt komt men tot de volgende gemiddelde waarden voor de overlijdens in 2005:
| Activiteit          | % dodelijke ongevallen |
| ------------------- | ---------------------- |
| Bergwandelaars      | 33%                    |
| Hooggebergte toeren | 25%                    |
| Rotsklimmen         | 7%                     |
| Skiën               | 18%                    |
| Buiten piste skiën  | 6%                     |
| Andere              | 11%                    |

Wanneer men rekening houdt met het aantal personen die aan een activiteit deelnemen, dan krijgt men de volgende waarden:
| Activiteit          | % kans dodelijke ongeval |
| ------------------- | ------------------------ |
| Bergwandelaars      | 0,004%                   |
| Hooggebergte toeren | 0,04%                    |
| Rotsklimmen         | 0,08%                    |

Een belangrijke vaststelling is dat het aantal dodelijke ongevallen bij georganiseerde activiteiten 20 keer lager ligt dan bij mensen, die zelf de bergen ingaan en door mensen zelf georganiseerde activiteiten. Vermoeidheid, uitputting in combinatie met sterk veranderde weersomstandigheden zijn hiervoor de belangrijkste oorzaak. Volgens Gezondheid en Preventie België is 30% van de overlijdens op een reis in buitenland van cardiovasculaire oorzaak.

### Voornaamste Bronnen
- (de) Österreichischen Kuratoriums für Alpine Sicherheit: Alpine Unfallstatistik 2004
- (fr) Accidents de montagne - Schweizer Alpen-Club SAC 2005

## Ongevallen bij het rotsklimmen
Het rotsklimmen is een outdoor activiteit waarbij van alles verkeerd kan gaan, klimmers moeten een degelijke opleiding krijgen om te weten hoe zij met alle factoren en hun klimmateriaal moeten omgaan. In België en Nederland is een klimvaardigheidsbewijs (KVB3) ingevoerd.

### Algemene risico's bij rotsklimmen
Een groot risico zit hem in de omgeving waarin men klimt. Rotsen zijn aan een voortdurende erosie onderworpen, dit heeft als gevolg dat er stukjes en zelfs stukken rots kunnen loskomen. Een klimhelm biedt een noodzakelijke bescherming voor kleine vallende stukjes rots en tegen zijn hoofd stoten
Bij het klimmen van lange routes waarop men uren vrij actief klimt, speelt uithouding een grote rol. De natuurelementen zoals onweer, regen en invallen van de duisternis, kunnen hier aangezien men in bepaalde gevallen een halve tot een volledige dag aan één rotswand bezig is, een gevarenelement vormen die niet te onderschatten is.
Ook op de weg naar en van het klimmassief moet men nog opletten.

### Voorklimmen
Het grootste risico loopt de voorklimmer. Hij of zij klimt voor, dit wil zeggen dat het de voorklimmer is die het touw via de zekeringen op de rots aanbrengt.
Het risico bij de start aan de grond mag men vergelijken met het risico bij het boulderen, het spotten is dan ook gewenst bij de start. Bijkomend bij de mogelijke algemene risico's moet de voorklimmer rekening houden met het continue aanwezig zijn van het risico tot het maken van een voorklimmersval, zo'n val kan tot maximum het dubbel gaan van de afstand tussen de haken waartussen men zich bevindt. Het klimtouw is licht elastisch, wordt daarom een dynamisch touw genoemd en de persoon die de klimmer zekert, leert hoe zo'n val dynamisch moet opgevangen worden. Het grote risico bij een voorklimmersval is dat men terechtkomt op een uitsteeksel op de rotsen. Een ander risico is dat men het hoofd stoot tegen de rotswand. Tegenwoordig zit het maken en controleren van een voorklimmersval in de klimcursus.
Behalve de genoemde algemene risico's kunnen de volgende elementen tot een klimongeval leiden:
- Het onvoldoende beheersen van de noodzakelijke voorklimmerstechniek, dikwijls stelt men vast dat indoorklimmers denken dat zij het rotsklimmen automatisch aankunnen.
- Het niet kennen van de klimroute en in een te moeilijk deel terechtkomen.
- Het verkeerd inklikken van het klimtouw zodat bij een val het touw uit het setje getrokken wordt.
- Het overslaan van een klimhaak, de valafstand wordt zo onnodig gevaarlijk groot.
- Onoplettendheid en of fout van de persoon die de klimmer zekert, bij een mogelijke voorklimmersval zal de klimmer dan niet of slecht afgeremd worden.
- Met de benen aan de verkeerde kant van het touw zitten, bij een val zal de klimmer dan met dit been blijven haperen aan het klimtouw en met het hoofd naar beneden vallen.
- Slechte of foutieve communicatie tussen de klimmer en de beveiliger.
- Te weinig hulpmateriaal zodat men onnodige risico's neemt.

### Naklimmen
De naklimmer klimt gezekerd door de voorklimmer en heeft weinig kans op een val. Men mag het risico vergelijken met het topropen. In principe neemt de naklimmer aan de standplaats de kop, dit wil zeggen dat de naklimmer het volgende stuk voorklimt. Dit brengt mede dat beiden dus afwisselen wat risico betreft. Doordat men aan de standplaats eventueel een reeks handelingen moet uitvoeren, kan het maken van een foutieve handeling een ongeval tot gevolg hebben. Zie ook algemene risico's bij rotsklimmen.

### Toprope
Het grootste risico bij topropen zit hem in het feit dat deze techniek veel gevolgd wordt door beginners. Indien er geen goede begeleiding is kan dit tot levensgevaarlijke situaties leiden.
Indien het beoefend wordt op de juiste manier en onder een goede begeleiding is het risico maar weinig hoger dan in een lengteklimzaal. Doordat men dit in een natuurlijke omgeving beoefent, moet men rekening houden met de ter plaatse aanwezig bestaande risico's.

### Abseilen of rappel maken
Abseilen is het langs een naar beneden hangend touw afdalen. Bij het abseilen worden veel fouten gemaakt die een groot gevolg kunnen hebben wanneer het misloopt.
Veelgemaakte fouten met mogelijk slechte afloop zijn:
- Het gebruiken van slechts één zekeringspunt waarin het touw zit.
- Het niet gebruiken van een beveiligingssysteem dat het afdalen blokkeert bij een te snel doorschieten van het touw in het beveiligingssysteem. Dit blokkeersysteem kan ook noodzakelijk zijn indien men een pauze moet inlassen om bijvoorbeeld een knoop te ontwarren.
- Een te kort touw gebruiken.
- Bij langere routes ontstaan soms problemen met het vinden van een tussenstandplaats.

Rappel maken en abseilen betekenen hetzelfde; het eerste komt uit het Frans, het tweede uit het Duits.

## Ongevallen bij het indoor klimmen
Indoor klimmen is een relatief veilige sport. De reden is dat men steeds gezekerd klimt en een val steeds beperkt en opgevangen wordt door de zekeraar, die de klimmer met een klimtouw zekert. Dit heet topropen. Daarbij komt dat het overgrote gedeelte van de klimmers recreatieve klimmers zijn. Bij wedstrijdklimmen is het risico iets groter doordat men meestal moet voorklimmen en zijn grenzen gaat verhogen tot het maximum. Blessures, die voorkomen zijn overbelasting van de spieren en spierscheuren.
Zeer veel klimzalen gaan een veiligheidsmat aanbrengen die de val op de grond dempt. Onder druk van de wetgeving is men in België en Nederland een klimvaardigheidsbewijs (KVB1) aan het uitwerken voor klimzalen.
Ongevallen voorkomend uit materiaalbreuk is hier uitzonderlijk, de klimtouwen worden door de verantwoordelijke beheerders regelmatig vervangen. Het materiaal is zo goed, dat een breuk of een defect bij het beveiligingsmateriaal en de klimgordel nauwelijks voorkomt. Het enige dat soms voorkomt is de breuk van een klimgreep, voortvloeiend uit een drukbelasting die de onder spanning staande greep doet barsten. Bijna niemand, die indoor klimt, draagt een klimhelm.

## Ongevallen bij het boulderen

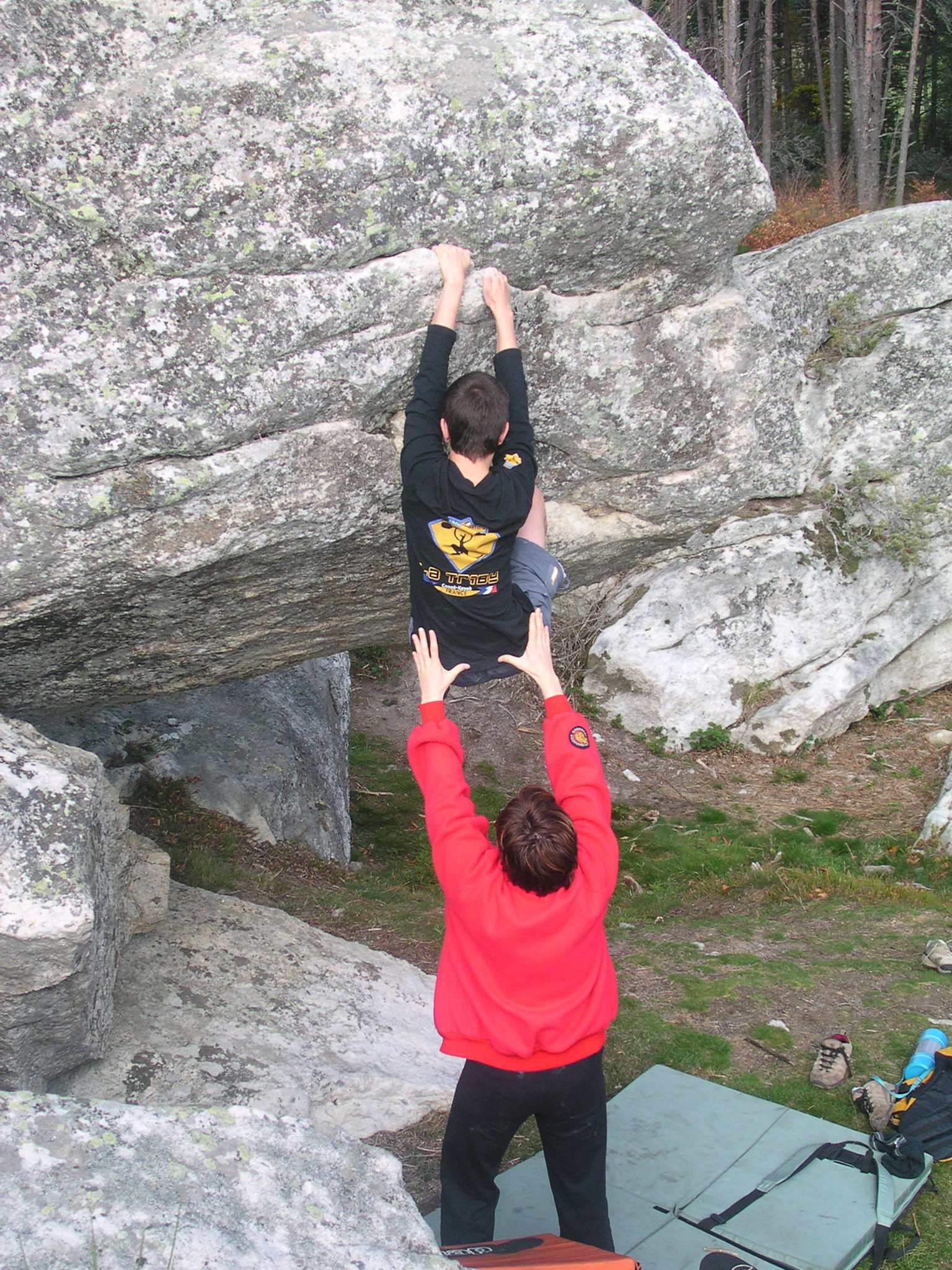
Spotten en gebruik van crashpad bij het boulderen

### Algemene risico's bij boulderen
Niettegenstaande het boulderen op relatief kleine hoogten van 1,5 tot maximum 5tal meter hoogte plaatsvindt, is het risico hier veel hoger dan bij het indoor muurklimmen. De impact van de meeste ongevallen zijn hier niet levensgevaarlijk. Toch moet worden vermeld dat een ruggengraatletsel een soms voorkomend trauma is. De korte intense manier van klimmen veroorzaakt soms kleine spierscheuren, spierverrekkingen en gewrichtenletsels.
Het spotten van een klimmer helpt om hem gericht te laten vallen.

### Indoor boulderen
Het beoefenen van boulderen in klimzalen. Hier worden meestal decimeter dikke zachte schuimmatrassen gebruikt waarop men zacht terechtkomt, niettegenstaande deze matrassen gebeuren er toch meer ongevallen dan op een klassieke indoor klimmuur.

### Outdoor boulderen
Dit is het boulderen in zogenaamde bouldergebieden. Bij het outdoor boulderen gaat men gebruikmaken van een of meerdere crash pad(s). Hier is het risico hoger dan in een indoor boulderzaal omdat men de beperkte oppervlakte en de veel kleinere samendrukbaarheid van het crash pad heeft. Een bijkomende risico is de mogelijke aanwezigheid van boomwortels en andere kleine rotsen op de grond waarop men valt. De gevaarlijkste elementen worden gevormd door de andere rotsmassieven waarop of -tegen men kan vallen. In een indoorzaal is de afstand tussen de blokken groot genoeg om dit te vermijden.

## Ongevallen bij het ijsklimmen
Sneeuw en ijs zijn onbetrouwbaar om in te klimmen en te zekeren. IJsklimmen is dus van nature uit een risicovolle activiteit. Het komt erop neer om de risico’s terug te brengen tot een aanvaardbaar niveau. Bij ijsklimmen is de voorklimmer in de meeste gevallen aan het solo vrij klimmen. Vallen is dus niet aan de orde en ook de naklimmer kan niet vertrouwen op de geplaatste zekeringselementen. Het plaatsen van tussenzekeringen is vrij lastig en de kracht die ze kunnen houden is veel kleiner dan een geboorde klimhaak. Daarbij komt dat de afdaling volgt na een vermoeiende dag en dan nog veelal in de schemer of in het donker en dit op alpine terrein. De IJsbijl is als het ware een wapen en zelfverminking is een regelmatig voorkomend ongeval. Men klimt soms als het ware in een ijswaterval, dus een lawine van losgeslagen ijs is een niet te vermijden zwaar risico.
Bijkomende risicofactoren zijn:
- Verslechterende weersomstandigheden.
- Lawines in de buurt.
- Slechte lichamelijke conditie.